# Велоспорт на летних Олимпийских играх 2008 — командный спринт (мужчины)
Соревнования в командном спринте по велоспорту среди мужчин на летних Олимпийских играх 2008 прошли 15 августа. Приняли участие 41 спортсмен из 13 стран.
Джейсон Кенни выиграл первое в своей карьере олимпийское золото.

## Призёры
| Золото                                                   | Серебро                                                            | Бронза                                                   |
| Великобритания · Крис Хой · Джейсон Кенни · Джейми Стафф | Франция · Грегори Боже · Кевин Сиро · Арно Турнан · Микаэль Бурген | Германия · Рене Эндерс · Максимилиан Леви · Штефан Нимке |

## Соревнование

### Квалификация
| Место | Спортсмен                                                                | Результат |
| ----- | ------------------------------------------------------------------------ | --------- |
| 1     | Великобритания Крис Хой, Джейсон Кенни, Джейми Стафф                     | 42,950 с  |
| 2     | Франция Грегори Бож, Кевин Сиро, Арно Турнан                             | 43,541 с  |
| 3     | Германия Рене Эндерс, Максимилиан Леви, Штефан Нимке                     | 44,197 с  |
| 4     | Нидерланды Тео Бос, Тён Мулдер, Тим Вельдт                               | 44,213 с  |
| 5     | Австралия Дэниел Эллис, Марк Френч, Шейн Келли                           | 44,335 с  |
| 6     | Япония Киёфуми Нагаи, Томохиро Нагацука, Кадзунари Ватанабэ              | 44,454 с  |
| 7     | Малайзия Мохд Азизулхасни Аванг, Джозайя У (Нг Онглам), Мохд Ризал Тисин | 44,752 с  |
| 8     | США Майкл Блэтчфорд, Адам Давендек, Гиддеон Мэсси                        | 45,346 с  |
| 9     | Китай Фэн Юн, Ли Вэньхао, Чжан Лэй                                       | 45,556 с  |
| 10    | Греция Атанасиос Мантзуранис, Василеос Реппас, Панагиотис Вукелатос      | 45,645 с  |
| 11    | Чехия Томаш Бабек, Адам Птачник, Денис Шпичка                            | 45,678 с  |
| 12    | Россия Сергей Полынский, Денис Дмитриев, Сергей Кучеров                  | 45,964 с  |
| 13    | Польша Мацей Белецки, Камиль Кучински, Лукаш Квятковски                  | 45,266 с  |

### Первый раунд
| Место | Спортсмен                                       | Результат |
| ----- | ----------------------------------------------- | --------- |
| 1     | Австралия Райан Бэйли, Дэниел Эллис, Марк Френч | 44,090 с  |
| 2     | Нидерланды Тео Бос, Тён Мулдер, Тим Вельдт      | 44,212 с  |

| Место | Спортсмен                                                   | Результат |
| ----- | ----------------------------------------------------------- | --------- |
| 1     | Германия Рене Эндерс, Максимилиан Леви, Штефан Нимке        | 43,699 с  |
| 2     | Япония Киёфуми Нагаи, Томохиро Нагацука, Кадзунари Ватанабэ | 44,437 с  |

| Место | Спортсмен                                                     | Результат |
| ----- | ------------------------------------------------------------- | --------- |
| 1     | Франция Грегори Бож, Микаэль Бурген, Кевин Сиро               | 43,656 с  |
| 2     | Малайзия Мохд Азизулхасни Аванг, Джозайя Нг, Мохд Ризал Тисин | 44,822 с  |

| Место | Спортсмен                                            | Результат |
| ----- | ---------------------------------------------------- | --------- |
| 1     | Великобритания Крис Хой, Джейсон Кенни, Джейми Стафф | 43,034 с  |
| 2     | США Майкл Блэтчфорд, Адам Давендек, Гиддеон Мэсси    | 45,423 с  |

### Гонка за третье место
| Место | Спортсмен                                            | Результат |
| ----- | ---------------------------------------------------- | --------- |
| 1     | Германия Рене Эндерс, Максимилиан Леви, Штефан Нимке | 44,014 с  |
| 2     | Австралия Райан Бэйли, Дэниел Эллис, Марк Френч      | 44,022 с  |

### Финал
| Место | Спортсмен                                            | Результат |
| ----- | ---------------------------------------------------- | --------- |
| 1     | Великобритания Крис Хой, Джейсон Кенни, Джейми Стафф | 43,128 с  |
| 2     | Франция Грегори Бож, Кевин Сиро, Арно Турнан         | 43,651 с  |